# Номжа
Номжа — река в России, протекает по территории Парфеньевского и Нейского районов Костромской области. Устье реки находится в 71 км от устья Неи по правому берегу. Длина реки составляет 39 км, площадь водосборного бассейна — 252 км².

## Данные водного реестра
По данным государственного водного реестра России относится к Верхневолжскому бассейновому округу, водохозяйственный участок реки — Унжа от истока и до устья, речной подбассейн реки — Бассей притоков Волги ниже Рыбинского водохранилища до впадения Оки. Речной бассейн реки — (Верхняя) Волга до Куйбышевского водохранилища (без бассейна Оки).
Код объекта в государственном водном реестре — 08010300312110000016508.

### Притоки
(указано расстояние от устья)
- 8,8 км: река Сендюга (лв)